# Timofej Michajlov
Timofej Michajlovič Michajlov (rusky Тимофей Михайлович Михайлов, 22. lednajul./ 3. února 1859greg., Smolensk, Ruské impérium – 3. dubnajul./ 15. dubna 1881greg., Petrohrad, Ruské impérium) byl ruský revolucionář a účastník atentátu na Alexandra II.

## Mládí a revoluční život
Michajlov se narodil v rodině sedláka, později se přesunul do Petrohradu, kde našel práci v továrně
V sedmdesátých letech byl Michajlov kotelníkem a navštěvoval skupinu Půda a svoboda. V roce 1880 se Michajlov stal členem skupiny Svoboda lidu.

## Atentát na cara
V roce 1881 se Michajlov připojil k jednotce, jejímž úmyslem bylo zabít cara Alexandra II.
Dne 13. března 1881 nastala akce. Michajlov měl být první, kdo měl hodit bombu, ale zřejmě ztratil nervy, a tak bombu položil na chodník a odešel domů.
Ten den jeden z chycených atentátníků Nikolaj Rysakov udal své přátele. Při zatýkání zranil Michajlov tři policejní úředníky, nakonec byl dopaden u dveří.
Všichni vězni byli uznáni vinnými a odsouzeni k trestu smrti. 15. dubna byli Nikolaj Kibalčič, Nikolaj Rysakov, Sofia Perovská, Andrej Željabov a Michajlov popraveni. Michajlov byl popraven jako druhý po Kibalčičovi. Lano dvakrát prasklo pod vahou jeho velkého těla a on se s duněním dotkl podlahy. Zástup lidí, který byl nepřátelský ke královrahům, začal křičet, že to bylo znamení z nebe, a tak by měl být Michajlov omilostněn.
Teprve čtvrté lano dokázalo Michajlova zabít. Zbylí tři vězni byli popraveni hladce.